# Anna Morsch
Anna Morsch (* 3. Juli 1841 in Gransee bei Berlin; † 12. Mai 1916 in Wiesbaden) war eine deutsche Musikpädagogin und Musikschriftstellerin.

## Leben
Anna Morsch wuchs in Potsdam auf und studierte in Berlin bei Carl Tausig und Louis Ehlert (Klavier) sowie bei Hermann Krigar (Kontrapunkt und Klavier). Anschließend erteilte sie in Potsdam und Berlin Klavierunterricht und zog 1880 nach Verden, wo sie ihre spätere Lebensgefährtin Minna Wolff kennenlernte. 1884 kehrte sie nach Berlin zurück und bezog eine Wohnung in der Kurfürstenstraße 105, in der sie auch unterrichtete. Am 28. November 1884 hielt sie dort erstmals einen musikhistorischen Vortrag, der auf großes Interesse stieß, so dass sie sich zu weiteren Vorträgen entschloss. 1885 bis in die 1890er Jahre veranstaltete sie in dem von Georgiana Archer gegründeten Victoria-Lyzeum musikhistorische Vortragsreihen. Später weitete sie diese Tätigkeit auch auf andere Städte aus.
Für die World’s Columbian Exposition, eine Weltausstellung, die 1893 in Chicago stattfand, erhielt Anna Morsch vom Deutschen Frauencomité den Auftrag, die Musikabteilung zu bearbeiten. In diesem Zusammenhang publizierte sie ihr Werk Deutschlands Tonkünstlerinnen. Biographische Skizzen aus der Gegenwart.
Nach dem Tod von Emil Breslaur übernahm sie 1899 die Redaktion der Zeitschrift Der Klavier-Lehrer – ab 1911 Musikpädagogische Blätter –, der sie bis 1916 vorstand. Daneben gehörte sie 1903 zu den Gründungsmitgliedern des Deutschen Musikpädagogischen Verbands und war viele Jahre dessen Schriftführerin. Um ihre Reformideen weithin bekannt zu machen, organisierte sie mehrere musikpädagogische Kongresse; 1913 tagte im Reichstag der 1. Internationale Kongress für Musikpädagogik.
Anna Morsch starb während eines Kuraufenthalts in Wiesbaden.

## Werke
- Der italienische Kirchengesang bis Palestrina. Zehn Vortrage gehalten im Victoria-Lyceum zu Berlin 1885, Berlin: 2. Auf., Berlin: Stern & Ollendorff 1891
- Deutschlands Tonkünstlerinnen. Biographische Skizzen aus der Gegenwart, gesammelt und hrsg. von Anna Morsch. Stern und Ollendorff, Berlin 1893, Textarchiv – Internet Archive

Anna Morsch hat zahlreiche musikgeschichtliche Aufsätze verfasst, diese sind in dem von Martina Bick verfassten Werkverzeichnis detailliert aufgelistet.